# Tephrina strenuataria
Tephrina strenuataria là một loài bướm đêm trong họ Geometridae.